# Bactrocera lineata
Bactrocera lineata är en tvåvingeart som först beskrevs av Perkins 1939.  Bactrocera lineata ingår i släktet Bactrocera och familjen borrflugor. Inga underarter finns listade.